# Christian Pellerin
Christian Pellerin est un promoteur immobilier et chef d'entreprise français, né le 31 mai 1944 à Roinville-sous-Dourdan (Essonne).

## Carrière
Il fonde en 1972 la Société d'administration et de réalisation d'investissements (SARI).
Il est fondateur de Radio-Classique en 1982.
Il a été surnommé dans les années 1990 le "Roi de La Défense", ayant construit la moitié du quartier d'affaires entre 1980 et 2000.

## Condamnations
- Il est condamné à un an de prison ferme en 2001 dans l'affaire de sa villa d'Antibes[4].
- Il est condamné à deux ans d'emprisonnement avec sursis et 350.000 euros d'amende pour abus de biens sociaux en 2019[5].

## Distinctions
- Officier des Arts et des Lettres

## Ouvrage
- C. Pellerin, La Défense passe à l'attaque. Itinéraire d'un bâtisseur, 2014.